# Emilio Arrieta
Juan Pascual Antonio Arrieta Corera (Puente la Reina, Navarra, 20 de octubre de 1821-Madrid, 11 de febrero de 1894), conocido como Emilio Arrieta, fue un compositor español con una destacada producción teatral y cuya mayor contribución a la música española fue su papel en el afianzamiento de la zarzuela como género.

## Biografía

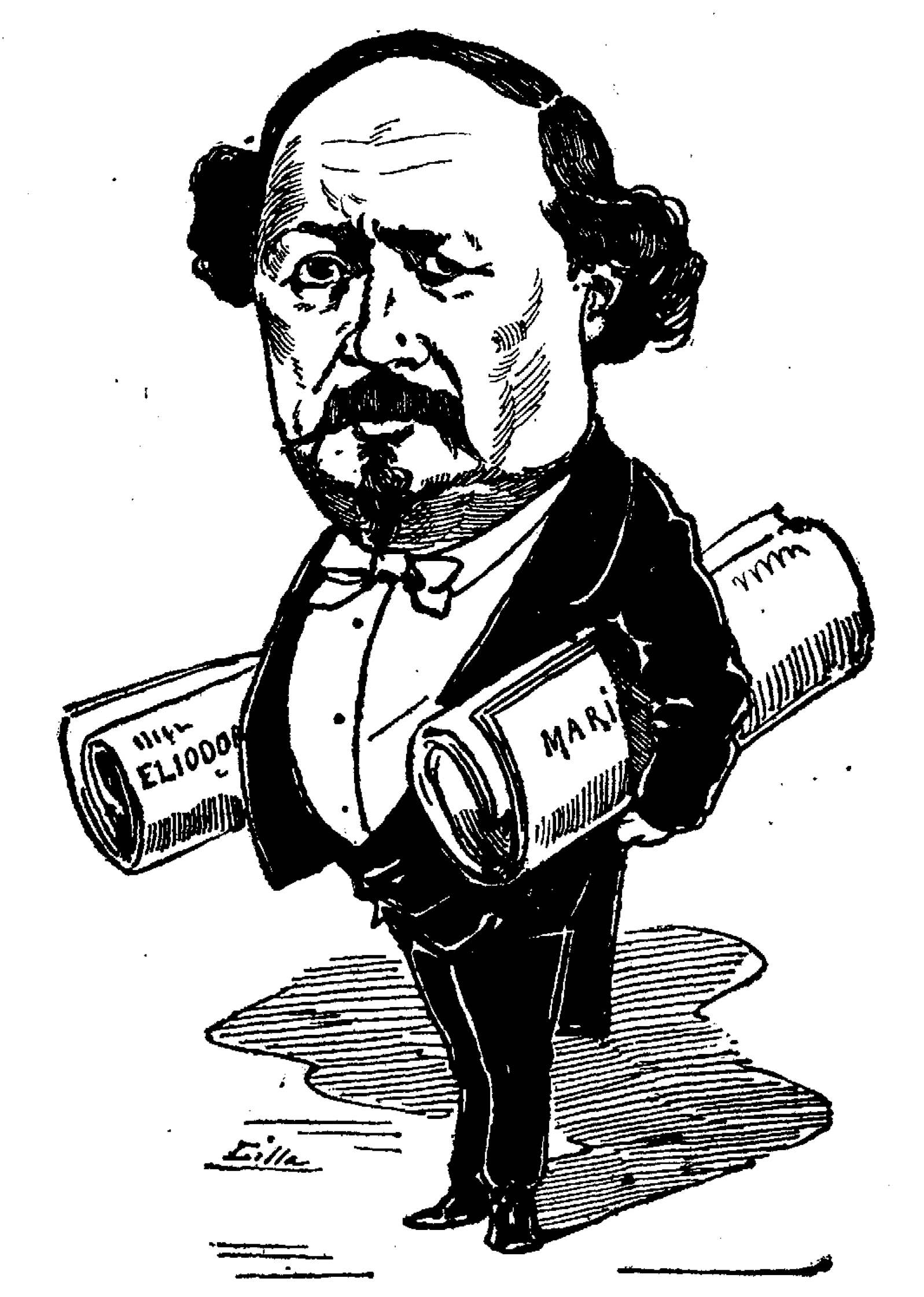
Caricaturizado por Cilla en Madrid Cómico (1880)

Hijo de una de las principales familias de Puente la Reina, en Navarra, quedó huérfano de niño y se trasladó y educó en Madrid con su hermana Antonia, donde inició sus estudios de música. En 1839 su hermana lo llevó a Italia donde estudió piano con el maestro Perelli y armonía con Mandancini, de forma privada. En 1841 ingresó en el Conservatorio de Milán, gracias a la generosidad del conde de Litta, estudió piano y armonía con el maestro Nicola Vaccai (entre 1838 y 1846) y terminó la carrera con premio extraordinario.

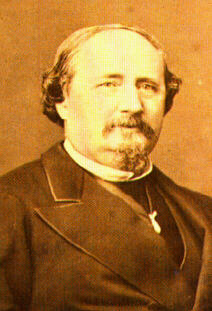
Emilio Arrieta

En Italia, en colaboración con el libretista Temistocle Solera, compuso su primera ópera, Ildegonda, estrenada en 1846, con la que obtuvo gran éxito y ganó el premio de composición en la Scala de Milán. De vuelta en Madrid, en 1846 se dio a conocer como director de orquesta en el teatro del Circo, en el que también estrenó en el mismo año una sinfonía. Conoció a Isabel II en una fiesta de palacio. La reina lo tomó como profesor de canto, nombrándolo compositor de la Corte tres años después, y ordenó construir un teatro en el Palacio Real donde Arrieta estrenó su primera ópera en 1849 y, posteriormente, sus nuevas óperas La conquista de Granada (con letra en italiano, también de Solera), en 1850, y Pergolesi, en 1851.
A pesar de haber contado con el apoyo de la reina, tras el derrocamiento de esta, compuso en 1868 la música del himno del escritor Antonio García Gutiérrez ¡Abajo los Borbones!
Fue nombrado profesor de composición de la Escuela Nacional de Música de Madrid en 1857 y pasó a ocupar el cargo de director, sucediendo a Hilarión Eslava, en 1868, cargo que ocupó hasta su muerte en 1894. En esta época compuso numerosas obras destinadas a conciertos, concursos y actos académicos. Entre sus alumnos más destacados se encontraron Tomás Bretón y Ruperto Chapí.
Al renacer la zarzuela con los éxitos de Barbieri, Gaztambide y otros autores, junto con el cierre del Teatro del Real Palacio, hizo que Arrieta se sintiera seducido por la zarzuela, abandonando la ópera y llegando a producir más de cincuenta.
En 1853 estrenó su primera zarzuela en el Teatro del Circo, El dominó azul y, treinta años después, la última, San Francisco de Sena. En total es autor de cincuenta títulos, el más famoso de los cuales y el único que permanece en los repertorios habituales hoy en día es Marina, con libreto de Francisco Camprodón. Nacida como zarzuela en 1855, la convirtió en ópera que fue estrenada en el Teatro Real de Madrid en 1871.
En 1871 le fue concedida la Gran Cruz de la Orden de Isabel la Católica y en 1873 fue nombrado académico de la Academia de Bellas Artes de San Fernando en la recién creada sección de música. En 1986, noventa y dos años después de su muerte, fue nominado al premio Goya en el apartado de música original por la película El disputado voto del Sr. Cayo. La película carece de banda sonora y la composición Marina se puede escuchar brevemente en dos secuencias, lo suficiente para que los académicos la considerasen lo suficientemente original como para competir por el Goya.
El estilo de Arrieta se puede considerar conservador. Las melodías de sus obras fluctúan entre las referencias locales y el italianismo que nunca abandonaría.

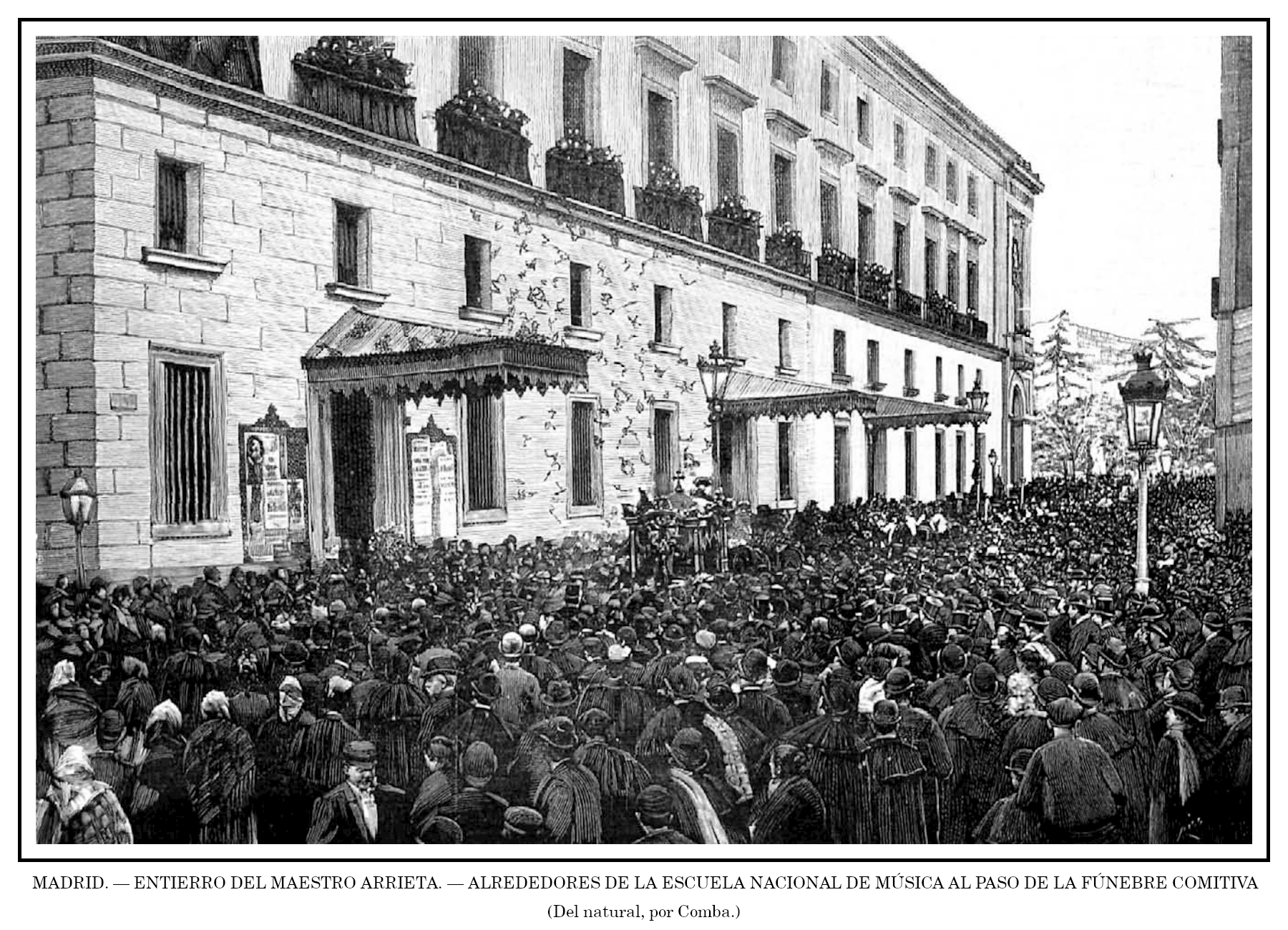
Entierro de Emilio Arrieta

Fernando Pérez Ollo, crítico musical, escribe de Arrieta: 
«Su gloria se funda en su producción teatral y más en concreto en el papel decisivo que representó en la consolidación de la zarzuela como género. Ese predominio del maestro navarro fue posible por su sentido melódico, en la línea tradicional de Bellini, más que en la renovadora y dramática de Verdi, y por los recursos técnicos —armónicos e instrumentales— que le dio su formación italiana. En este último aspecto, Arrieta fue superior a sus colegas peninsulares.»

## Celebración del bicentenario de su nacimiento
Con motivo del 200º aniversario de su nacimiento, se realizaron diversos actos en Pamplona y Puente La Reina durante los días 18 al 23 de octubre de 2021. El broche final de la celebración fue el 30 de diciembre de 2021, con un concierto dedicado a San Francisco de Sena, la última zarzuela compuesta por Arrieta.

## Obras (incompletas)

### Óperas
- 1846 - Ildegonda (en Italia; 1849 en Madrid).
- 1850 - La conquista de Granada (La conquista di Granata en italiano).
- 1851 - Pergolesi.
- 1871 - Marina. (En tres actos, adaptación de la zarzuela del mismo nombre).

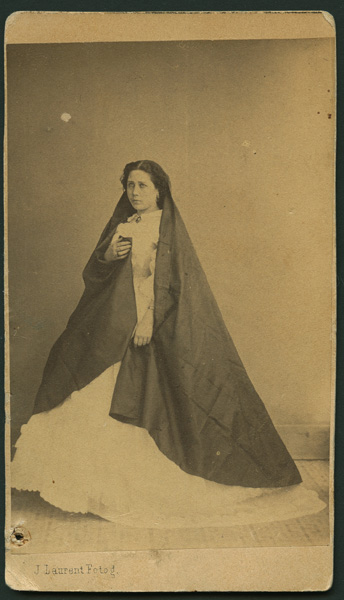
Amalia Ramírez en La hija de la Providencia

### Zarzuelas
- 1853 - El dominó azul.
- 1853 - El grumete.
- 1853 - La estrella de Madrid.
- 1853 - El hijo de familia
- 1854 - La cacería real.
- 1854 - De tal palo tal astilla.
- 1855 - Guerra a Muerte.
- 1855: El duende de Madrid
- 1855: Isabel la Católica
- 1855: la dama del rey
- 1855 - Marina.
- 1856 - La hija de la Providencia.
- 1856: La zarzuela, alegoría
- 1856 - El sonámbulo.
- 1858 - El planeta Venus, zarzuela fantástica.
- 1858 - Azón Visconti.
- 1860 - Los circasianos.
- 1861 - La vuelta del Corsario.
- 1861 - Llamada y tropa.
- 1861: El hombre feliz
- 1861: Un ayo para el niño
- 1862: El agente de matrimonios
- 1862 - La Tabernera de Londres.
- 1863: El caudillo de Baza
- 1863: Jonás Segundo
- 1863: La vuelta del corsario
- 1864: De tal palo tal astilla
- 1864: Cadenas de oro
- 1864: La ínsula Barataria
- 1865: El capitán Negrero
- 1865: Revista de 1864 y 1865
- 1866 - El duende de Madrid.
- 1866 - El conjuro.
- 1866 - Un sarao y una soirée.
- 1867: la suegra y el diablo
- 1867: Los enemigos domésticos
- 1867:  Los novios de Teruel
- 1867: El figle enamorado
- 1868: Los misterios del Parnaso
- 1868: Los progresos del amor
- 1869: De Madrid a Biarritz
- 1870 - El Potosí submarino.
- 1871: el árbol del Paraíso
- 1871: el motín contra Esquilache
- 1871: la sota de espadas
- 1875: Entre el alcalde y el rey
- 1878: El diablo cojuelo
- 1879 - La Guerra Santa.
- 1880: Heliodora o el amor enamorado
- 1883 - San Franco de Sena
- 1855: El guerrillero